# Ziermotten
Die Ziermotten (Scythridinae) sind eine Unterfamilie der Xyloryctidae. Die Unterfamilie ist weltweit mit ca. 370 Arten vertreten. In Europa sind bis jetzt über 200 Arten beschrieben, von denen in Mitteleuropa 52 Arten vorkommen. Die Gattung Scythris ist dabei mit über 180 Vertretern die artenreichste Gattung.

## Merkmale
Die Falter haben einen langgestreckten Körper und schmale Flügel, die am Außenrand gefranst sind. Der Penis der Männchen (Aedeagus) ist verhärtet. Manche Arten haben Punktaugen (Ocelli). Die weiblichen Geschlechtsorgane sind bei manchen Arten sehr einfach, bei anderen durch Zurückbildung und Zusammenwachsen verschiedener Strukturen sehr kompliziert gebaut. Der weibliche Samengang (Ductus seminalis) schließt breit an den hintersten Teil der Spermakammer (Corpus bursae) an.

## Vorkommen
Das Hauptverbreitungsgebiet der Scythridinae ist die Holarktis.

## Lebensweise
Die Raupen leben auf Blättern und Knospen, manche von ihnen als Minierer. Sie ernähren sich von ca. 20 verschiedenen Pflanzenfamilien, vor allem aber von Korbblütlern (Asteraceae) und Zistrosengewächsen (Cistaceae). Sie leben meist solitär, nur selten in Gruppen auf den Futterpflanzen und spinnen zu ihrem Schutz eine Behausung um ihren Körper, in die sie sich bei Gefahr ganz zurückziehen können.

## Systematik (Mitteleuropa)

### Gattung Apostibes
- Apostibes raguae Bengtsson, 1997

### Gattung Enolmis
- Enolmis abenhumeya (Agenjo, 1951)
- Enolmis acanthella (Godart, 1824)
- Enolmis agenjoi Passerin d’Entrèves, 1988
- Enolmis bimerdella (Staudinger, 1859)
- Enolmis delicatella (Rebel, 1901)
- Enolmis desidella (Lederer, 1855)
- Enolmis nevadensis Passerin d’Entrèves, 1997
- Enolmis seeboldiella (Agenjo, 1951)
- Enolmis sierraenevadae Passerin d’Entrèves, 1997
- Enolmis userai (Agenjo, 1962)
- Enolmis vivesi Bengtsson & Passerin d’Entrèves, 1987

### Gattung Episcythris
- Episcythris triangulella (Ragonot, 1874)

### Gattung Eretmocera
- Eretmocera medinella (Staudinger, 1859)

### Gattung Parascythris
- Parascythris muelleri (Mann, 1871)

### Gattung Scythris
- Scythris acarioides Bengtsson, 1997
- Scythris acipenserella K. & T. Nupponen, 2000
- Scythris adustella Jäckh, 1978
- Scythris aegrella K. Nupponen & Junnilainen, 2000
- Scythris aenea Passerin d’Entrèves, 1984
- Scythris aerariella (Herrich-Schäffer, 1855)
- Scythris albidella (Stainton, 1867)
- Scythris albisaxella K. & T. Nupponen, 2000
- Scythris albostriata Hannemann, 1961
- Scythris alseriella (Turati, 1879)
- Scythris ambustella Bengtsson, 1997
- Scythris amphonycella (Geyer, 1836)
- Scythris andersi Bengtsson, 1991
- Scythris anomaloptera (Staudinger, 1880)
- Scythris apicalis (Zeller, 1847)
- Scythris apicistrigella (Staudinger, 1870)
- Scythris arachnodes Walsingham, 1908
- Scythris arenbergeri Passerin d’Entrèves, 1986
- Scythris arerai Huemer, 2000
- Scythris aspromontis Jäckh, 1978
- Scythris balcanica Jäckh, 1978
- Scythris baldensis Passerin d’Entrèves, 1979
- Scythris bazaensis Bengtsson, 1997
- Scythris bengtbengtssoni Vives, 1994
- Scythris bengtssoni Patocka & Liska, 1989
- Scythris bifissella (O. Hofmann, 1889)
- Scythris binotiferella (Ragonot, 1880)
- Scythris bolognella Jäckh, 1978
- Scythris bornicensis Jäckh, 1977
- Scythris boseanella Klimesch, 1986
- Scythris braschiella (O. Hofmann, 1897)
- Scythris brunneofasciella K. Nupponen & Junnilainen, 2000
- Scythris bubaniae Walsingham, 1907
- Scythris buszkoi Baran, 2003
- Scythris carboniella Jäckh, 1978
- Scythris cicadella (Zeller, 1839)
- Scythris cistorum (Millière, 1876)
- Scythris clavella (Zeller, 1855)
- Scythris confluens (Staudinger, 1870)
- Scythris constanti Walsingham, 1898
- Scythris corleyi Bengtsson, 1997
- Scythris corsa Passerin d’Entrèves, 1986
- Scythris crassiuscula (Herrich-Schäffer, 1855)
- Scythris cretacella K. & T. Nupponen, 2000
- Scythris crypta Hannemann, 1961
- Scythris cupreella (Staudinger, 1859)
- Scythris cuspidella (Denis & Schiffermüller, 1775)
- Scythris cycladeae Jäckh, 1978
- Scythris derrai Bengtsson, 1991
- Scythris disparella (Tengström, 1848)
- Scythris dissimilella (Herrich-Schäffer, 1855)
- Scythris dissitella (Zeller, 1847)
- Scythris dorycniella (Millière, 1861)
- Scythris eberhardi Bengtsson, 1997
- Scythris elegantella (D. Lucas, 1955)
- Scythris elenae K. Nupponen, 2000
- Scythris emichi (Anker, 1870)
- Scythris empetrella Karsholt & Nielsen, 1976
- Scythris ericetella (Heinemann, 1872)
- Scythris ericivorella (Ragonot, 1880)
- Scythris eversmanni K. & T. Nupponen, 2000
- Scythris fallacella (Schläger, 1847)
- Scythris fasciatella (Ragonot, 1880)
- Scythris flabella (Mann, 1861)
- Scythris flavidella Preissecker, 1911
- Scythris flavilaterella (Fuchs, 1886)
- Scythris flaviventrella (Herrich-Schäffer, 1855)
- Scythris fuscoaenea (Haworth, 1828)
- Scythris fuscopterella Bengtsson, 1977
- Scythris garciapitai Vives, 2001
- Scythris glacialis (Frey, 1870)
- Scythris gladiella Nupponen & Nupponen, 2004
- Scythris gozmanyi Passerin d’Entrèves, 1986
- Scythris grandipennis (Haworth, 1828)
- Scythris gratiosella Jäckh, 1978
- Scythris gravatella (Zeller, 1847)
- Scythris guimarensis Bengtsson, 1997
- Scythris heinemanni (Möschler, 1869)
- Scythris hierroella Klimesch, 1986
- Scythris hornigii (Zeller, 1855)
- Scythris hungaricella Rebel, 1917
- Scythris iagella Chrétien, 1925
- Scythris iberica Jäckh, 1978
- Scythris imperiella Jäckh, 1978
- Scythris inclusella Lederer, 1855
- Scythris inertella (Zeller, 1855)
- Scythris inspersella (Hübner, 1817)
- Scythris insulella (Staudinger, 1859)
- Scythris jaeckhi Bengtsson, 1989
- Scythris karinae Bengtsson, 1991
- Scythris kasyi Hannemann, 1962
- Scythris klimeschi Bengtsson, 1997
- Scythris knochella (Fabricius, 1794)
- Scythris lafauryi Passerin d’Entrèves, 1986
- Scythris lagunae Jäckh, 1978
- Scythris laminella (Denis & Schiffermüller, 1775)
- Scythris lampyrella (Constant, 1865)
- Scythris langohri Passerin d’Entrèves, 1990
- Scythris lempkei Bengtsson & Langohr, 1989
- Scythris levantina Passerin d’Entrèves & Vives, 1990
- Scythris lhommei Bengtsson & Passerin d’Entrèves, 1988
- Scythris limbella (Fabricius, 1775)
- Scythris mariannae Bengtsson, 1991
- Scythris martini Bengtsson, 1991
- Scythris meanderis Bengtsson, 1997
- Scythris mediella (Constant, 1855)
- Scythris mikkolai Sinev, 1993
- Scythris minima Bengtsson, 1997
- Scythris moldavicella Caradja, 1905
- Scythris mus Walsingham, 1898
- Scythris nevadensis Passerin d’Entrèves, 1990
- Scythris nieukerkeni Bengtsson, 1989
- Scythris nigrella Jäckh, 1978
- Scythris noricella (Zeller, 1843)
- Scythris obscurella (Scopoli, 1763)
- Scythris oelandicella Müller-Rutz, 1922
- Scythris olschwangi K. & T. Nupponen, 2000
- Scythris palustris (Zeller, 1855)
- Scythris parafuscoaenea Bengtsson, 1991
- Scythris parnassiae Bengtsson, 1997
- Scythris pascuella (Zeller, 1855)
- Scythris paullella (Herrich-Schäffer, 1855)
- Scythris penicillata (Chrétien, 1900)
- Scythris perlucidella K. & T. Nupponen, 2000
- Scythris petrella Walsingham, 1908
- Scythris picaepennis (Haworth, 1828)
- Scythris pilella Bengtsson, 1991
- Scythris pinkeri Klimesch, 1986
- Scythris platypyga (Staudinger, 1880)
- Scythris podoliensis Rebel, 1938
- Scythris polycarpaeae Klimesch, 1986
- Scythris popescugorji Passerin d’Entrèves, 1984
- Scythris potentillella (Zeller, 1847)
- Scythris productella (Zeller, 1839)
- Scythris pseudoarachnodes Bengtsson, 1997
- Scythris pseudolocustella Passerin d’Entrèves & Vives, 1990
- Scythris pudorinella (Möschler, 1866)
- Scythris pulicella (Staudinger, 1859)
- Scythris punctivittella (O. Costa, 1836)
- Scythris remexella K. Nupponen & Kaitila, 2000
- Scythris ridiculella Caradja, 1920
- Scythris rondaensis Bengtsson, 1997
- Scythris rouxella (Constant, 1865)
- Scythris rubioi Agenjo, 1962
- Scythris saarelai K. & T. Nupponen, 1999
- Scythris salviella Meess, 1910
- Scythris sappadensis Bengtsson, 1992
- Scythris satyrella Staudinger, 1880
- Scythris saxella Bengtsson, 1991
- Scythris schawerdae Rebel, 1931
- Scythris schleichiella (Zeller, 1870)
- Scythris scipionella (Staudinger, 1859)
- Scythris scopolella (Linnaeus, 1767)
- Scythris scorpionella Jäckh, 1977
- Scythris seliniella (Zeller, 1839)
- Scythris setiella (Zeller, 1870)
- Scythris siccella (Zeller, 1839)
- Scythris siculella Jäckh, 1977
- Scythris similis Hannemann, 1961
- Scythris sinensis (Felder & Rogenhofer, 1875)
- Scythris skulei Bengtsson, 1997
- Scythris speyeri (Heinemann & Wocke, 1876)
- Scythris staudingeri Jäckh, 1978
- Scythris subaerariella (Stainton, 1867)
- Scythris subfasciata (Staudinger, 1880)
- Scythris sublaminella K. & T. Nupponen, 2000
- Scythris subschleichiella Hannemann, 1961
- Scythris subseliniella (Heinemann, 1876)
- Scythris subsiccella Bengtsson, 1997
- Scythris tabescentella (Staudinger, 1880)
- Scythris tabidella (Herrich-Schäffer, 1855)
- Scythris tauromeniella Passerin d’Entrèves & Roggero, 2004
- Scythris taygeticola Scholz, 1997
- Scythris tenuivittella (Stainton, 1867)
- Scythris tergestinella (Zeller, 1855)
- Scythris traugotti Bengtsson, 1991
- Scythris tremalzoi Bengtsson, 1992
- Scythris tributella (Zeller, 1847)
- Scythris trinacriae Passerin d’Entrèves, 1984
- Scythris vartianae Kasy, 1962
- Scythris veletae Passerin d’Entrèves, 1990
- Scythris ventosella Chrétien, 1907
- Scythris vernusella Jäckh, 1978
- Scythris villari Agenjo, 1971
- Scythris vittella (O. Costa, 1834)
- Scythris xanthopygella (Staudinger, 1859)

## Belege